# (466726) 2014 XX33
(466726) 2014 XX33 es un asteroide perteneciente al cinturón de asteroides, descubierto el 10 de diciembre de 2006 por el equipo Spacewatch desde el Observatorio Nacional de Kitt Peak (Arizona, Estados Unidos).